# リルバイオン包囲戦
リルバイオン包囲戦は、紀元前368年にシュラクサイの僭主ディオニュシオス1世が、シケリア（シチリア）西部のカルタゴ都市であるリルバイオン（現在のマルサーラ）を包囲した戦い。シュラクサイ海軍がカルタゴ海軍に敗北したため、ディオニュシオスは撤退した。

## 概要
この戦いは、シケリアからカルタゴを追い出すというディオニュシオスの野望の一環として実施された。ディオニュシオスは紀元前405年に僭主の座について以来、4回に渡ってシケリア西部を支配するカルタゴに挑んでいた（紀元前405年、紀元前398年、紀元前394年、紀元前383年）。紀元前398年には、シケリア西部のカルタゴ都市であるモティアを攻略・破壊していた（モティア包囲戦）。翌年にカルタゴはモティアを奪回したが、その再建は行わず、近傍にリルバイオンを建設した（モティアは現在のサン・パンタレオ島で、人口に比して面積が十分でなかった）。
リルバイオンはシケリアにおけるカルタゴの最重要拠点であり、土地は安定した岩盤で海から守られ、また広い砂浜もあった。都市を守る城壁も建設されていたために、その攻略は困難であった。
ディオニュシオスは少なくとも25,000の陸軍と130隻の軍船を持って、シケリア西部に5回目の侵攻を開始した。親カルタゴ都市であるセゲスタ（現在のカラタフィーミ＝セジェスタのセジェスタ遺跡）、エンテラ、およびエリュクス（現在のエリーチェ）は付近の略奪を避けるために降伏した。続いてディオニュシオスはリルバイオンに兵を向け、これを包囲した。シュラクサイ海軍がドレパナ（現在のトラーパニ）に停泊している際にカルタゴ海軍（ハンノが率いていたとの説もある）の攻撃を受けシュラクサイ艦隊は壊滅した。このため海上からの封鎖が不可能となり、ディオニュシオスは包囲を解いて撤退した。
翌紀元前367年にディオニュシオスは死去し、シケリア全土を支配するという野望は達成されなかった。

## 参考資料
1. ↑  Touring Club Italiano, Sicilia, Touring Editore, page 305
2. ↑  Warmington, Carthage (1964) at 115-116.
3. ↑  Diodorus Siculus XV. 73.